# O.B. Bertelsen
Olav Bertel Bertelsen (7. april 1906 – 22. april 1969) med dæknavnet Jønsson, var en dansk politimand og frihedskæmper. Bertelsen var aktiv i grupperne De Frie Danske, Vædderen og var medstifter af den første generation af Holger Danske.
Bertelsen var overbetjent ved Frederiksberg Politi og modstandsgruppens kontaktperson til den københavnske modstandsbevægelses ledelse og Frihedsrådet. Bertelsen opholdt sig under jorden i Gunnar Bomhoffs villa på Frederiksberg sommeren 1944. Men det tyske hemmelige politi Gestapo havde opdaget, at der den 4. september skulle finde et møde sted i villaen, hvor en række spidser i modstandsbevægelsen ville være til stede, bl.a. sabotageleder John Larsen.
4. september 1944 blev Gunnar Bomhoffs villa derfor stormet og og hustruen Ada blev anholdt. Under tyskernes angreb blev O.B. Berthelsen såret, men undslap til Sverige, og som hævn sprængte tyskerne den 21. december samme år hans villa i Sylows Allé i luften.